# Винт, Тынис Энделевич
Тынис Энделевич Винт (эст. Tõnis Vint; 22 апреля 1942, Таллин — 22 июня 2019, там же) — эстонский художник, классик эстонского изобразительного искусства. Заслуженный артист Эстонской ССР (1988). Лауреат двух национальных премий Эстонии в области культуры (1991, 2013).

## Биография
В 1967 году окончил Государственный художественный институт СССР.
Работал в области графического дизайна, реформировал облик ряда журналов, оформлял книги и плакаты, делал дизайн интерьеров, выступал как сценограф и «сценарист» городского пространства Таллинна, исследовал визуальные знаковые системы.
С конца 1960-х годов дом Тыниса Винта являлся важным центром неофициальной художественной жизни. Создал «Студию 22», куда входили художники, архитекторы, искусствоведы.

## Цитаты
В контексте эстонской художественной жизни второй половины XX века Тыниса Винта можно выделить как личность исключительного значения — художника, мыслителя и учителя, чья концепция искусства послужила движущей силой для многих представителей разных художественных сфер и поколений" — Эльнара Тайдре, 2012.